# 島根県立男女共同参画センター あすてらす
島根県立男女共同参画センター あすてらすは、島根県大田市大田町にある複合公共施設。

## 概要
男女共同参画社会の実現に向けた県民の主体的な取り組みへの支援と、島根県による具体的な施策をおこなう拠点として開館。愛称である「あすてらす」は、明日を照らし、私たち（英語でアス）を照らすみんなの活動の場（テラス）という思いが込められている。
男女共同参画社会関連の資料を集めた情報ライブラリーや県の女性相談室などが設置されている他、ホールや研修室が設けられ様々な社会活動に利用されている。また5階には誰でも利用できる宿泊施設も設置されている。

## 館内

### 1階
- ホール（290席）
- 楽屋1、2
- 情報ライブラリー
- パフォーマンススペース
- レストラン

### 2階
- 多目的研修室
- 研修室5
- 島根県西部県民センター 県央事務所

### 3階
- 研修室1～4
- 特別会議室
- 生活創造スタジオ
- ワークステーション
- 和室

### 4階
- 島根県女性相談センター西部分室（あすてらす女性相談室）
- 公益財団法人しまね女性センター
- 子供の部屋（授乳･託児室）

### 5階
- 宿泊施設（ツイン:13室、和室:1室、多目的宿泊室:1室）

## 交通アクセス
- JR大田市駅より徒歩約1分。